# Граније (Козенца)
Граније је насеље у Италији у округу Козенца, региону Калабрија.
Према процени из 2011. у насељу је живело 64 становника. Насеље се налази на надморској висини од 558 м.